# Roelof Frankot
Roelof Frankot (* 25. Oktober 1911 in Meppel; † 1. Dezember 1984 in Raalte, Overijssel) war ein niederländischer Künstler.

## Leben
Frankot lernte während seiner Ausbildung zum Fotografen unter anderem ab 1928 beim Hoffotografen Gotfried de Groot in Amsterdam. Seit Anfang der 1930er Jahre verlegte er sich auf die Malerei. Später hatte er eine enge Verbindung mit der CoBrA-Bewegung; die Inspiration daraus wird in seinen abstrakten Ölgemälden mit starken Farben deutlich. Von 1942 bis 1948 war er mit der Malerin Stien Eelsingh verheiratet; in dieser Zeit waren beide in Staphorst ansässig.
Gelegentlich schrieb Frankot auch Gedichte, die zusammen mit Publikationen über seine Kunst herausgegeben wurden. Er wurde seitens der Kritik als Erneuerer der niederländischen Kunst betrachtet. Ausstellungen seiner Werke gab es in Europa, den USA und in Lateinamerika. Seine Werke befinden sich in vielen privaten Sammlungen, vor allem in Großbritannien, Frankreich und Holland. Speziell nach Dänemark wurden viele seiner Bilder verkauft.
Frankot starb 1984 im Alter von 73 Jahren an Krebs.

## Werke (Auswahl)
Werke von Frankot gibt es in folgenden Museen zu sehen:
- Stedelijk Museum, Amsterdam, Niederlande
- Haag Britto Collection, Brasília
- Dansk Arkitekt- & Ingeniørkontor, Silkeborg, Dänemark
- Niepoort & Co., Aarhus, Dänemark
- Aarhus Universitet, Aarhus, Dänemark
- Drents Museum, Assen, Niederlande
- Haags Gemeentemuseum, Niederlande